# George Ivașcu
George Ivașcu, né le 15 février 1968 à Bucarest, est un acteur et homme politique roumain. Il est ministre de la Culture de janvier à novembre 2018.

## Filmographie
- 1986 : Liceenii
- 1991 : Undeva în Est
- 1993 : Asphalt Tango
- 1994 : Pepe și Fifi
- 1995 : Terente regele bălților
- 1997 : Une mère comme n'en fait plus
- 1997 : Nekro
- 1999 : Faimosul paparazzo
- 2002 : Accords et a cris
- 2002 : Amen.
- 2003 : In căutarea lui Nemo
- 2004 : Totul pentru copii mei
- 2004 : Ulița spre Europa
- 2004 : Modigliani
- 2005 : The French Revolution
- 2005 : Vacanța de Crăciun
- 2006 : Cuscrele
- 2008 : Au diable Staline, vive les mariés !
- 2010 : Bunraku
- 2014 : Ultimul zburator
- 2017 : Circul Matteo